# Секоевы
Секо́евы (осет. Сехъотæ, тур. Pırıl, Şengez, Haspolat) — осетинская (дигорская) фамилия.

## Антропонимика
Объясняется из (кабард.-черк. шыхъуэ) — ‘табунщик’.

## Происхождение
Биазар Сикоев, предок фамилии, жил в селении Верхний Зарамаг Алагирского ущелья. В горных районах отмечалась постоянная нехватка земли, поэтому между односельчанами часто происходили конфликты. В одном из них Биазар убил своего соседа. Чтобы избежать кровной мести, он со своей сестрой Гуасса через перевал Адай перешёл в Дигорское ущелье. Там они остановились в селе Донифарс, где их приютили Каировы.
Биазар начал ходить в пастухах и полюбил дочь хозяина. Отец девушки видел, что парень работящий, и согласился выдать свою дочь за него. Супруги сначала жили в Донифарсе, потом перебрались в соседнее село Кумбулта. У них родились дети: Дзамболат, Дабел, Габо и Буцу.
Когда осетинам разрешили переселиться с гор на равнину, большая часть Сикоевых обосновалась в селениях Хазнидон и Кирово. Некоторые из них ещё до Октябрьской революции переселились в Турцию и Францию.

## Генетическая генеалогия
| Компания | Антропоним         | Гаплогруппы                |
| -------- | ------------------ | -------------------------- |
| YSEQ     | Sikoev [id:6747]   | J2a* (DYS392=11, DYS438=7) |
| 23andMe  | Sikoev Alan (1997) | J-M410 # D4g2              |

## Посемейные списки
| Год  | Инициалы                             | Дети                                                     | Братья, сестры                                     |
| ---- | ------------------------------------ | -------------------------------------------------------- | -------------------------------------------------- |
| 1863 | Шекоев Биазыр                        | сыновья его: Мамисон, Джамбулат, Каспулат, Новорожденный |                                                    |
| 1886 | Секоев Дзамбулат Бязорович (33 года) | 1. Темурци (3) 2. Бечир (1)                              | 1. Камболат (25), сын Темуркан (2) 2. Айдабол (20) |